# آلبرتو مستره
آلبرتو مستره (به انگلیسی: Alberto Mestre) (زادهٔ ۳۰ سپتامبر ۱۹۶۴) شناگر اهل ونزوئلا است.